# Râul Izvorul Dragoșu
Râul Izvorul Dragoșu este unul din cele două brațe care formează Râul Târgului.